# Indice di Treynor
L'indice di Treynor (Treynor ratio), detto anche reward to Volatility Ratio, è un indice di rischio finanziario introdotto per la prima volta dall'economista Jack Treynor nel 1965. L'indice, a differenza di quanto fa l'indice di Sharpe (che utilizza come indice di rischio la deviazione standard),  usa il classico Beta come indice di rischio.
Il modello CAPM ci dice che se esiste una sufficiente diversificazione degli investimenti è possibile sfruttare le virtuose correlazioni tra gli strumenti presenti in portafoglio; il modello sviluppato da Treynor utilizza questo approccio, creando un indice alternativo a quello di Sharpe, inserendo al denominatore il Beta come indicatore di rischiosità al posto dello scarto quadratico medio dei rendimenti utilizzato dall'indice di Sharpe. La formula di Treynor differisce dalla formula di Sharpe quindi solo per il denominatore.
La formula è conosciuta come:
{\displaystyle Treynor={\frac {r_{p}-r_{f}}{\beta _{P}}}\,\!}
Con {\displaystyle r_{f}} indichiamo il tasso degli investimenti privi di rischio.
Con {\displaystyle r_{p}} indichiamo il rendimento del portafoglio di investimento.
Con {\displaystyle \beta _{P}} il Beta del portafoglio d'investimento

## Confronto con l'indice di Sharpe
L'indice di Sharpe e l'indice di Treynor forniscono risultati spesso divergenti. Se utilizzati per analizzare due fondi (o due portafogli) d'investimento potrebbero generare risultati contrastanti: il miglior fondo con Sharpe potrebbe non essere il migliore secondo Treynor. Questo è dovuto al diverso modo di trattare il rischio: Sharpe utilizza il rischio totale dell'investimento (volatilità), Treynor viceversa si concentra sul Beta e quindi sulla componente sistemica del rischio di portafoglio.
Mentre Sharpe è più utile a chi non ha investimenti ed è quindi interessato alla variabilità dell'investimento, Treynor è più utile per chi deve ulteriormente diversificare il proprio portafoglio (in questo caso si è più interessati alla componente Beta).

## Interpretazione dell'indice
L'indice di Treynor è un rapporto tra surplus generato dalla gestione e rischio assunto, quindi maggiore è l'indice di Treynor maggiore è l'appetibilità dell'investimento. Un indice di Treynor elevato è un indicatore di un'elevata capacità del portafoglio di remunerare l'esposizione al rischio sistemico (Beta).